# Nati nel 1954/Marzo
| Questa pagina contiene informazioni ricavate automaticamente dalle voci biografiche con l'ausilio del template Bio e di un bot. L'aggiornamento è periodico e automatico e ricostruisce completamente la pagina. Se manca una persona in questa lista, sei pregato di non aggiungerla, ma accertati piuttosto che la sua voce biografica contenga il template Bio e che i dati anagrafici siano correttamente compilati. Se il template Bio manca, inseriscilo tu stesso o, in alternativa, metti l'avviso {{tmp\|Bio}} che ne segnala la mancanza. Se i dati riportati sono sbagliati, correggi direttamente la voce biografica; le modifiche saranno visibili in questa lista entro pochi giorni. Per chiarimenti vedi il progetto biografie. La lista contiene solo le 258 persone che sono citate nell'enciclopedia e per le quali è stato implementato correttamente il template Bio. Pagina aggiornata al 2 ago 2025. |

- 1º marzo - Luisella Albanella, politica e sindacalista italiana
- 1º marzo - Catherine Bach, attrice statunitense
- 1º marzo - Gerard Conlon, attivista nordirlandese († 2014)
- 1º marzo - Eric Ewazen, compositore e docente statunitense
- 1º marzo - Ron Howard, regista, produttore cinematografico e attore statunitense
- 1º marzo - Lorraine Hunt Lieberson, mezzosoprano statunitense († 2006)
- 1º marzo - Monika Pflug, ex pattinatrice di velocità su ghiaccio tedesca
- 1º marzo - Minervino Pietra, allenatore di calcio e calciatore portoghese († 2024)
- 1º marzo - Emma Scaunich, ex maratoneta italiana
- 1º marzo - Betti Zambruno, cantante italiana († 2022)
- 2 marzo - Franco Bosio, enigmista italiano
- 2 marzo - Dai Sijie, scrittore e regista cinese
- 2 marzo - Robert Falls, regista teatrale statunitense
- 2 marzo - Olwen Fouéré, attrice irlandese
- 2 marzo - Robert Haimer, cantante e musicista statunitense († 2023)
- 2 marzo - Domenico Lomelo, politico italiano
- 2 marzo - Guido Milana, politico italiano
- 2 marzo - Hunt Sales, batterista statunitense
- 3 marzo - Karole Armitage, danzatrice e coreografa statunitense
- 3 marzo - Jean-Louis Basei, ex rugbista a 15 italiano
- 3 marzo - Nicoletta Bauce, cantautrice italiana
- 3 marzo - Giuliano Cazzolato, ex ciclista su strada italiano
- 3 marzo - Edoardo Erba, drammaturgo, regista teatrale e sceneggiatore italiano
- 3 marzo - Michael Gibson, ex rugbista a 15 irlandese
- 3 marzo - Robert Gossett, attore statunitense
- 3 marzo - Jim Jodat, giocatore di football americano statunitense († 2015)
- 3 marzo - Giorgio Laveri, pittore, scultore e sceneggiatore italiano
- 3 marzo - Marin Mustață, schermidore rumeno
- 3 marzo - Jaroslav Netolička, ex calciatore cecoslovacco
- 3 marzo - Arturo Rodas, compositore ecuadoriano
- 3 marzo - Angelo "Leadbelly" Rossi, cantante, chitarrista e produttore discografico italiano
- 3 marzo - Francesco Schiavone, mafioso italiano
- 3 marzo - Bawai Soro, vescovo cattolico iracheno
- 4 marzo - Barbara Downs, ex tennista statunitense
- 4 marzo - François Fillon, politico francese
- 4 marzo - Ricky Ford, sassofonista statunitense
- 4 marzo - Margot Klestil-Löffler, diplomatica austriaca
- 4 marzo - Carmelo La Torre, calciatore italiano († 2024)
- 4 marzo - Antti Muurinen, allenatore di calcio finlandese
- 4 marzo - Catherine O'Hara, attrice e doppiatrice canadese
- 4 marzo - Irina Ratušinskaja, scrittrice e poetessa russa († 2017)
- 4 marzo - Romeu Silva, allenatore di calcio e ex calciatore portoghese
- 4 marzo - Kazimierz Szczerba, ex pugile polacco
- 4 marzo - Santo Tomaino, pittore italiano
- 5 marzo - Snežana Bošković, ex cestista jugoslava
- 5 marzo - Venera Černyšova, ex biatleta sovietica
- 5 marzo - Mario Sergio Cortella, filosofo, scrittore e politico brasiliano
- 5 marzo - Nastasia Ionescu, ex canoista romena
- 5 marzo - Bao Lan, artista marziale vietnamita
- 5 marzo - João Lourenço, politico e generale angolano
- 5 marzo - Marla Pennington, attrice statunitense
- 5 marzo - Luigi Piergiovanni, produttore discografico italiano
- 6 marzo - Ibrahim al-Kadi, ingegnere saudita
- 6 marzo - Nikica Cukrov, allenatore di calcio e ex calciatore jugoslavo
- 6 marzo - Joey DeMaio, bassista statunitense
- 6 marzo - Rossella Or, attrice italiana
- 6 marzo - Chanda Romero, attrice filippina
- 6 marzo - Harald Schumacher, ex calciatore e allenatore di calcio tedesco
- 7 marzo - Eva Brunne, vescova luterana svedese
- 7 marzo - Mara Carocci, politica italiana
- 7 marzo - Parvez Diniar, ex cestista indiano
- 7 marzo - Ferruccio Giromini, fumettista italiano
- 7 marzo - Mirjana Maksimović, ex cestista jugoslava
- 7 marzo - Jasmina Tešanović, attivista, scrittrice e giornalista serba
- 7 marzo - Guido Zendron, vescovo cattolico italiano
- 8 marzo - Susan Arnold, dirigente d'azienda statunitense
- 8 marzo - Fabrizio Barca, economista e politico italiano
- 8 marzo - Giuliano Belluzzi, ex calciatore italiano
- 8 marzo - Bob Brozman, chitarrista e musicista statunitense († 2013)
- 8 marzo - Daniel Ducarme, politico belga († 2010)
- 8 marzo - Dermot Keely, allenatore di calcio e ex calciatore irlandese
- 8 marzo - Nikolaj Lyrčikov, regista sovietico
- 8 marzo - Marie-Theres Nadig, ex sciatrice alpina e allenatrice di sci alpino svizzera
- 8 marzo - Juan Ramón Rocha, allenatore di calcio e ex calciatore argentino
- 8 marzo - Andrėj Sannikaŭ, attivista, diplomatico e politico bielorusso
- 8 marzo - Karl Schnabl, ex saltatore con gli sci austriaco
- 8 marzo - Sibyl von der Schulenburg, scrittrice italiana
- 8 marzo - Nanasipau'u Tuku'aho, regina tongana
- 8 marzo - David Wilkie, nuotatore britannico († 2024)
- 8 marzo - Rodger Wylde, ex calciatore inglese
- 9 marzo - Teodor Anghelini, ex calciatore rumeno
- 9 marzo - Kamel Chebli, allenatore di calcio e ex calciatore tunisino
- 9 marzo - Carlos Ghosn, imprenditore brasiliano
- 9 marzo - Jimmy Haslam, imprenditore e dirigente sportivo statunitense
- 9 marzo - Policarp Malîhin, ex canoista rumeno
- 9 marzo - Chiara Rapaccini, artista, illustratrice e designer italiana
- 9 marzo - Bobby Sands, attivista e politico nordirlandese († 1981)
- 9 marzo - Jim Stewart, allenatore di calcio e ex calciatore scozzese
- 9 marzo - Jock Taylor, pilota motociclistico britannico († 1982)
- 9 marzo - Kevin Wade, sceneggiatore e produttore televisivo statunitense
- 10 marzo - Maryse Alberti, direttrice della fotografia francese
- 10 marzo - Jesús Alturo i Perucho, paleografo, filologo classico e medievista spagnolo
- 10 marzo - Didier Barbelivien, cantautore e compositore francese
- 10 marzo - Tina Charles, cantante britannica
- 10 marzo - Josef Kaiser, medaglista e scultore austriaco
- 10 marzo - Ricky Marsh, ex cestista statunitense
- 10 marzo - Jos Peltzer, ex calciatore olandese
- 10 marzo - Giana Romanova, ex mezzofondista sovietica
- 11 marzo - Stephen Bogardus, attore e cantante statunitense
- 11 marzo - Giovanni Nadiani, germanista, traduttore e poeta italiano († 2016)
- 11 marzo - David Newman, compositore e direttore d'orchestra statunitense
- 11 marzo - Gale Norton, politica e avvocato statunitense
- 12 marzo - Michel Bitbol, filosofo francese
- 12 marzo - Jacky Calatayud, attore francese
- 12 marzo - Bart Carpentier Alting, bobbista e slittinista olandese
- 12 marzo - Inese Galante, soprano lettone
- 12 marzo - Anish Kapoor, scultore britannico
- 12 marzo - Joseph Ngute, politico camerunese
- 12 marzo - Rolf Sohlman, attore e regista svedese
- 13 marzo - Valerie Amos, politica e diplomatica britannica
- 13 marzo - Győző Burcsa, dirigente sportivo, allenatore di calcio e ex calciatore ungherese
- 13 marzo - Francisco Javier Cedena, ex ciclista su strada spagnolo
- 13 marzo - Robin Duke, attrice canadese
- 13 marzo - Sjarhej Sidorski, politico bielorusso
- 14 marzo - Ėdgar Gess, allenatore di calcio e ex calciatore sovietico
- 14 marzo - Tamara Lazakovič, ginnasta sovietica († 1992)
- 14 marzo - Cinzia Leone, disegnatrice, scrittrice e giornalista italiana
- 14 marzo - Claes Ljungmark, attore svedese
- 14 marzo - Jeff Lloyd, ex giocatore di football americano statunitense
- 14 marzo - Gheorghe Megelea, ex giavellottista rumeno
- 14 marzo - Fabrizio Pedranzini, ex fondista italiano
- 14 marzo - Stefano Pulga, pianista, produttore discografico e arrangiatore italiano
- 14 marzo - Graziano Rossi, pilota motociclistico italiano
- 14 marzo - Keith Starr, ex cestista statunitense
- 14 marzo - Adrian Zmed, attore statunitense
- 15 marzo - Massimo Bubola, cantautore, scrittore e produttore discografico italiano
- 15 marzo - François-Éric Gendron, attore francese
- 15 marzo - Henry Marsh, ex siepista statunitense
- 15 marzo - Pongo, cabarettista, personaggio televisivo e attore italiano
- 15 marzo - Fred Tyler, ex nuotatore statunitense
- 15 marzo - Craig Wasson, attore statunitense
- 16 marzo - Enzo Bucchioni, giornalista, commentatore televisivo e opinionista italiano
- 16 marzo - Vincenzo Coppola, generale italiano
- 16 marzo - Giuseppe Gallo, artista, pittore e scultore italiano
- 16 marzo - Colin Ireland, serial killer britannico († 2012)
- 16 marzo - John E. Laird, informatico statunitense
- 16 marzo - Stephen Lipson, musicista, paroliere e produttore discografico statunitense
- 16 marzo - Pietro Liuzzi, politico italiano
- 16 marzo - Luigi Mancuso, mafioso italiano
- 16 marzo - Roberto Mazzucato, ex triplista italiano
- 16 marzo - Sergio Melta, allenatore di calcio e ex calciatore australiano
- 16 marzo - Jimmy Nail, attore, cantante e compositore britannico
- 16 marzo - Tim O'Brien, polistrumentista e cantautore statunitense
- 16 marzo - Park Seong-ja, ex cestista sudcoreana
- 16 marzo - Sammy White, ex giocatore di football americano statunitense
- 16 marzo - Nancy Wilson, chitarrista, polistrumentista e compositrice statunitense
- 17 marzo - Lesley-Anne Down, attrice britannica
- 17 marzo - Bjørn Eidsvåg, cantante norvegese
- 17 marzo - Angelo Frigoni, allenatore di pallavolo e dirigente sportivo italiano
- 17 marzo - Tom Jacobsen, ex calciatore norvegese
- 18 marzo - Gloria De Antoni, autrice televisiva, regista e conduttrice televisiva italiana
- 18 marzo - Giuseppe De Dominicis, politico italiano
- 18 marzo - Enéas, calciatore brasiliano († 1988)
- 18 marzo - Manfred Lütz, psicanalista e teologo tedesco
- 18 marzo - Andy Narell, musicista, compositore e arrangiatore statunitense
- 18 marzo - James Reilly, ex astronauta e geologo statunitense
- 19 marzo - Jill Abramson, giornalista e saggista statunitense
- 19 marzo - Giuseppe Alabiso, aviatore e dirigente sportivo italiano († 2015)
- 19 marzo - Cho Kwang-rae, allenatore di calcio e ex calciatore sudcoreano
- 19 marzo - Scott May, ex cestista statunitense
- 19 marzo - Rašid Nugmanov, regista kazako
- 19 marzo - Daniele Roscia, politico italiano
- 19 marzo - Marco Rossi-Doria, insegnante e politico italiano
- 19 marzo - Jorge José Emiliano dos Santos, arbitro di calcio brasiliano († 1995)
- 20 marzo - Jim Baron, ex cestista e allenatore di pallacanestro statunitense
- 20 marzo - Evgenij Beljaev, fondista sovietico († 2003)
- 20 marzo - Steve Cammack, ex calciatore inglese
- 20 marzo - Salvatore Cusimano, giornalista italiano
- 20 marzo - Riccardo Distefano, autore televisivo e personaggio televisivo italiano
- 20 marzo - Aminata Guèye, ex cestista senegalese
- 20 marzo - Liana Kanellī, giornalista e politica greca
- 20 marzo - Luisa Kuliok, attrice argentina
- 20 marzo - Pargev Martirosyan, arcivescovo cristiano orientale armeno
- 20 marzo - Christoph Ransmayr, scrittore austriaco
- 20 marzo - Louis Sachar, scrittore statunitense
- 21 marzo - Prayut Chan-o-cha, politico e generale thailandese
- 21 marzo - David Donato, cantante statunitense († 2021)
- 21 marzo - Mike Dunleavy, ex cestista, allenatore di pallacanestro e dirigente sportivo statunitense
- 21 marzo - Miguel Ángel Gutiérrez, ex calciatore argentino
- 21 marzo - Eduardo Pereira Martínez, ex calciatore uruguaiano
- 21 marzo - Steve Sheppard, ex cestista statunitense
- 21 marzo - Richard Wharton, attore statunitense
- 22 marzo - Ross Browner, giocatore di football americano statunitense († 2022)
- 22 marzo - Francesco Crivellini, costumista e scenografo italiano
- 22 marzo - Sergio Farina, chitarrista, compositore e arrangiatore italiano
- 22 marzo - Isidoro Gottardo, politico italiano († 2025)
- 22 marzo - Han Moon-bae, ex calciatore sudcoreano
- 22 marzo - Tommy Hollis, attore cinematografico statunitense († 2001)
- 22 marzo - Raimo Mäntynen, ex cestista finlandese
- 22 marzo - Emery Moorehead, ex giocatore di football americano statunitense
- 22 marzo - Liliana Sorrentino, doppiatrice, attrice e direttrice del doppiaggio italiana
- 22 marzo - Lucio Terzano, contrabbassista e bassista italiano
- 22 marzo - Bruce Wagner, scrittore e sceneggiatore statunitense
- 23 marzo - Geno Auriemma, allenatore di pallacanestro italiano
- 23 marzo - Kenneth Cole, stilista statunitense
- 23 marzo - Sergio Criscuoli, giornalista e conduttore televisivo italiano
- 23 marzo - Nikki Gentile, attrice e modella statunitense
- 23 marzo - Hideyuki Hori, attore e doppiatore giapponese
- 23 marzo - Ademar Pereira Marinho, ex calciatore brasiliano
- 23 marzo - Ahmed Tarbi, sollevatore algerino († 2021)
- 24 marzo - Mike Braun, politico statunitense
- 24 marzo - Robert Carradine, attore statunitense
- 24 marzo - Cristina De Luca, politica italiana
- 24 marzo - Minoru Maeda, animatore giapponese
- 24 marzo - Marek Niedźwiecki, giornalista e conduttore radiofonico polacco
- 24 marzo - Franz Oberacher, ex calciatore austriaco
- 24 marzo - Jørn Ødegaard, ex calciatore norvegese
- 24 marzo - Rafael Orozco Maestre, cantautore colombiano († 1992)
- 24 marzo - Giuseppe Pellicanò, allenatore di calcio e ex calciatore italiano
- 24 marzo - Donna Pescow, attrice statunitense
- 24 marzo - Moreno Roggi, procuratore sportivo e ex calciatore italiano
- 24 marzo - Yasuichi Ōshima, fumettista giapponese
- 25 marzo - Guglielmo Borghetti, vescovo cattolico italiano
- 25 marzo - Annalisa Cattelan, ex cestista italiana
- 25 marzo - Abdul Rashid Dostum, generale e politico afghano
- 25 marzo - Daniel Dubroca, ex rugbista a 15, allenatore di rugby a 15 e dirigente sportivo francese
- 25 marzo - Ecaterina Oancia, canottiera rumena († 2024)
- 25 marzo - Gergina Skerlatova, ex cestista bulgara
- 25 marzo - Tim White, statunitense († 2022)
- 26 marzo - Kazuhiko Inoue, attore e doppiatore giapponese
- 26 marzo - Clive Palmer, imprenditore e politico australiano
- 26 marzo - Antonio Papalia, mafioso italiano
- 26 marzo - Carmelo Porcu, politico italiano
- 26 marzo - Giuseppe Scalera, politico italiano
- 26 marzo - Katharine Jefferts Schori, vescova anglicana statunitense
- 26 marzo - Curtis Sliwa, attivista e conduttore radiofonico statunitense
- 26 marzo - Jutta Speidel, attrice, scrittrice e doppiatrice tedesca
- 27 marzo - Erwin Albert, allenatore di calcio e ex calciatore tedesco
- 27 marzo - Matusa Barros, artista spagnola
- 27 marzo - Gerard Batten, politico britannico
- 27 marzo - Giovanni Fasanella, giornalista e saggista italiano
- 27 marzo - Giuseppe Molinari, politico italiano
- 27 marzo - Mauro Roman, cavaliere italiano
- 27 marzo - Erkki Saaristo, ex cestista e allenatore di pallacanestro finlandese
- 27 marzo - Paolo Vinaccia, batterista italiano († 2019)
- 27 marzo - Vera Vincke, ex cestista belga
- 28 marzo - Paolo Dosi, ex politico italiano
- 28 marzo - Gerd Müller, ex calciatore tedesco
- 28 marzo - Walter Müller, ex calciatore tedesco
- 28 marzo - Dīmītrīs Panagiōtou, ex calciatore cipriota
- 29 marzo - Mario Clark, ex giocatore di football americano statunitense
- 29 marzo - Ahmed Dogan, politico bulgaro
- 29 marzo - Dianne Kay, attrice statunitense
- 29 marzo - Ricardo Marmolejo, ex nuotatore messicano
- 29 marzo - Patrice Neveu, allenatore di calcio e ex calciatore francese
- 29 marzo - Karen Ann Quinlan, statunitense († 1985)
- 29 marzo - Gérard Soler, ex calciatore francese
- 29 marzo - Alessandro Tamburini, scrittore e sceneggiatore italiano
- 29 marzo - Willy Wellens, ex calciatore belga
- 30 marzo - Renato Accorinti, attivista e politico italiano
- 30 marzo - Brian Phillips, ex nuotatore canadese
- 30 marzo - Bernd Saxe, politico tedesco
- 31 marzo - Andrej Nikolaevič Mironov, giornalista russo († 2014)
- 31 marzo - Kristine Ockiek, ex cestista belga
- 31 marzo - Blanka Paulů, ex fondista cecoslovacca
- 31 marzo - Nicola Pistoia, attore e regista italiano
- 31 marzo - Zenon de Souza Farias, ex calciatore brasiliano
- 31 marzo - Laima Vaikule, cantante lettone